# Автодополнение

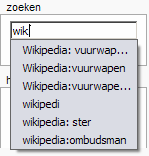
Автодополнение

Автодополнение, автозавершение (англ. autocomplete) — функция в программах, предусматривающих интерактивный ввод текста (редакторы, оболочки командной строки, браузеры и т. д.), которая предлагает варианты ввода завершающей части текста на основе ввода текущей части текста.

## Командные интерпретаторы

### Unix
У различных вариантов оболочки действуют различные правила автодополнения, хотя принцип похож — по нажатию на TAB варианты или выводятся или подставляются в командную строку. Zsh по нажатию TAB меняет варианты в командной строке, bash в зависимости от настроек конфигурации может или просто выводить варианты, или перебирать их.

### ios (Cisco)
При работе в ios через интерфейс командной строки любая частично набранная команда может быть «развёрнута» до полной нажатием клавиши TAB. При указании вопросительного знака выводятся или варианты продолжения строки (например, для «con» варианты «configure» и «connect») или справка по возможным уточнениям команды (если перед курсором пробел).

### Windows
Командный интерпретатор cmd.exe поддерживает автодополнение по нажатию клавиши Tab путём перебора имён файлов и подкаталогов текущего каталога. Автодополнение команд и имен исполняемых файлов, находящихся за пределами текущего каталога, не поддерживается. Подставляемые имена заменяют уже введённые или подставленные. Если имя файла или каталога содержит пробел, то подстановка этого варианта происходит с кавычками.